# Svenska Spetsbergenexpeditionen 1872–1873

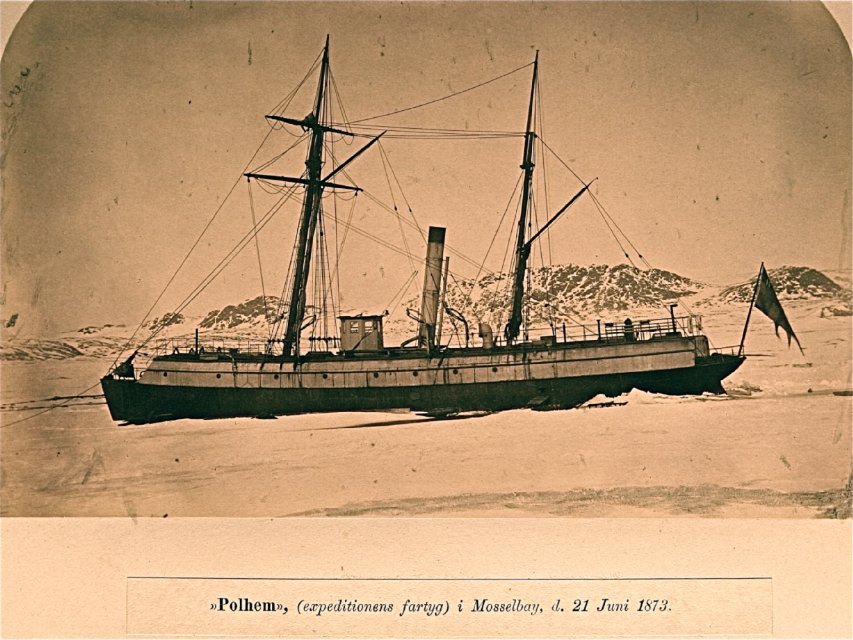
Polhem i Mosselbukten den 21 juni 1873. Foto av läkaren och fotografen Axel Enwall.

Svenska Spetsbergenexpeditionen 1872–73 leddes av Adolf Erik Nordenskiöld och finansierades av Oscar Dickson och andra göteborgare samt av staten. Syftet var att upprätta en station på Sjuöarna eller någon annanstans på norra Spetsbergen och efter övervintring försöka ta sig till Nordpolen med slädar. 
Expeditionsmedlemmar var botanikern Frans Reinhold Kjellman, fysikern August Wijkander, läkaren och fotografen Axel Enwall (1844–1912) och den italienske marinlöjtnanten Eugenio Parent (1845–1885). 
Expeditionen lämnade Göteborg den 4 juli 1872 och anlände till Spetsbergen den 2 augusti. Ishinder gjorde att expeditionen inte kunde upprätta den planerade vinterstationen utan tvingades istället välja  Mosselbukten på nordvästra Spetsbergen. Expeditionen använde sig av postångfartyget Polhem, vartill kom de två eskortfartygen örlogsfartyget Gladan och ångfartyget Onkel Adam. Befälhavare på ångaren Polhem var Louis Palander (1842–1920).
Under hösten 1872 blev 57 norska fångstmän överraskade av tidig packis och blev infrusna vid udden Gråhuken, också på norra Spetsbergen. De vände sig till Nordenskiölds expedition för att få hjälp. 17 av fångstmännen tog sig med roddbåt söderut till Svenskhuset vid Kap Thordsen vid Isfjorden. Där hade Nordenskiöld låtit uppföra ett hus, som utrustats med bränsle och proviant, för en tänkt investering i en fosforitgruva av AB Isfjorden. Övriga, utom två som stannade över vid sina båtar, kunde vid en tillfällig uppluckring av packisen ta sig ut med ett fartyg och nådde tillbaka till Hammerfest och Tromsö i Norge. 
De 17 fångstmännen i Svenskhuset hittades våren 1873 döda. Långt senare (2008) visade det sig att de trolig dött av blyförgiftning på grund av konservburkarna, som värmts upp efter att de öppnats. Därvid hade blyet fällts ut och männen blivit förgiftade. Också de två fångstmän, som övervintrade i norr, omkom under vintern. Samtliga av expeditionens egna medlemmar klarade övervintringen utan bestående skador. Några av deltagarna fick dock behandlas för skörbjugg av doktor Enwall.

## Polarstationen Polhem
Den svenska expeditionens två eskorterande fartyg blev också infrusna utanför Mosselbukten vid vinterstationen, som kallades Polhem (Polhemsøya, kulturminne 93148), vilket innebar en ökad proviantåtgång. Huvudbyggnaden var en prefabricerad byggnad av samma typ som Svenskhuset på Kap Thordsen. Det har fallit samman och är en ruin. Förutom expeditionshuset fanns tre observatorier, ett magnethus och en bastu, som var ett tidigare ryskt hus som flyttades från den nordöstra sidan av Mossellbukten. I närheten finns en norsk fångsstation med namnet Polheim.
Under övervintringen gjordes astronomiska, geomagnetiska och meteorologiska observationer. Under maj–juni 1873 gjorde Nordenskiöld, tillsammans med Louis Palander och åtta andra, ett misslyckat försök att nå Nordpolen från baslägret vid Mosselbukten.